# Joseph Bentwich
Joseph Bentwich (en hebreo: 'יוסף בנטוויץ‎); (Londres, Reino Unido, 3 de febrero de 1902 - 1982) fue un educador israelí.

## Biografía
Bentwich nació en 1902 en Londres, Reino Unido. Su padre era Herbert Bentwich, abogado y destacado activista sionista británico y su madre era Suzannah Bentwich (de soltera Solomon). 
Familia
Bentwich tenía diez hermanos, siete de los cuales finalmente se establecieron de forma permanente en Israel. Su hermano mayor, Norman Bentwich, fue un destacado abogado británico, que también dedicó gran parte de su vida profesional al Mandato británico e Israel. Otra hermana fue Thelma Yellin, una renombrada violonchelista y activa pionera de la vida musical del Yishuv.
En 1924, Bentwich se casó con Sarah Yaffe (la hija de Hillel Yaffe). Tuvieron cuatro hijos; uno de ellos es el profesor Zvi Bentwich, virólogo y experto de renombre mundial en el tratamiento del sida; otra es Rachel Shavit, cuyo hijo es el periodista Ari Shavit.

### Estudios
De 1920 a 1923, Bentwich estudió matemáticas en la Universidad de Cambridge y, de 1923 a 1924, en un instituto educativo de la Universidad de Londres.

### Carrera
En 1924 emigró a Eretz Israel. Hasta 1928, enseñó en el Gymnasium Hebreo de Hertzliya, en Tel Aviv, y en la Escuela Hebrea Reali, en Haifa. Luego, Bentwich fue nombrado inspector de escuelas del Gobierno del Mandato y, de 1943 a 1948, fue subdirector del Departamento de Educación.
En 1948, luego de la renuncia de Arthur Biram, Bentwich fue designado como su reemplazo como director de la Escuela Hebrea Reali en Haifa, cargo que ocupó hasta 1955. De 1955 a 1958, fue profesor de educación en la Universidad Hebrea de Jerusalén.
Bentwich fue líder del grupo Amanah (Pacto), establecido para estudiar y promover nuevas interpretaciones del judaísmo.

## Premios
- En 1962, Bentwich recibió el Premio Israel de Educación.[2]

## Obras impresas
- Educación en Israel, 1965.[3]
- Yalkut ha-Datot (Antología de la religiones), editor, 1964.[4]
- Yahadut, Mikra'ah (Judaísmo, una lectura), editor, 1967.[5]

También publicó varios libros de texto para la enseñanza del inglés y las matemáticas.